# Jan Šabršula
Jan Šabršula (31. března 1918, Bojkovice – 14. února 2015, Roztoky u Prahy) byl přední český romanista. Je autorem mimořádně rozsáhlého díla, které zasahuje prakticky do všech oblastí lingvistiky románských jazyků a které čítá několik set položek.

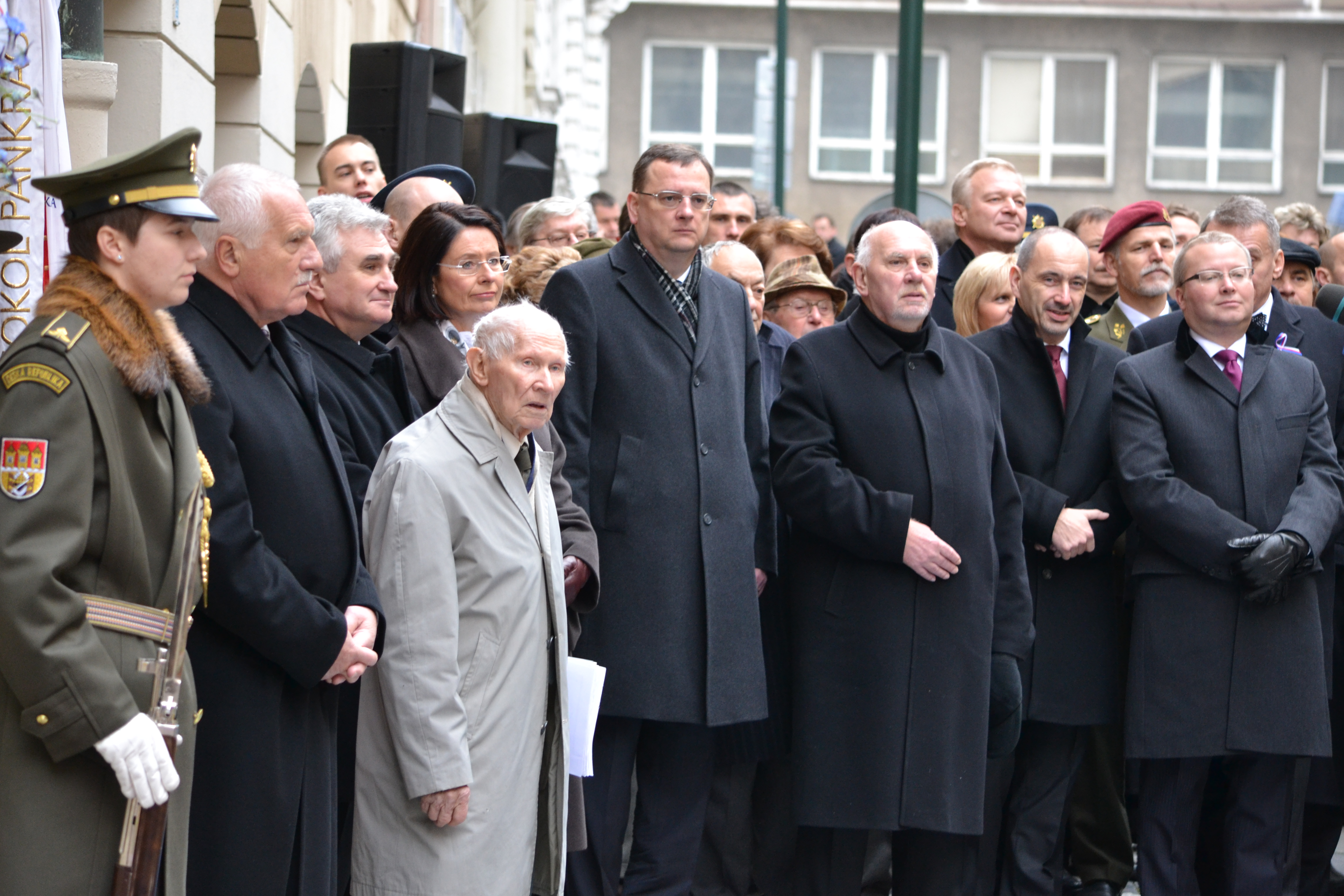
Hlávkova kolej (2012): zleva: Václav Klaus, Milan Štěch, Jan Šabršula (pamětník událostí 17.11.1939), Miroslava Němcová, Petr Nečas, Pavel Rychetský, Martin Kuba, Tomáš Chalupa.

## Životopis
Narodil se v Bojkovicích, když měl čtyři roky, přestěhovala se jeho rodina do Třebíče. Jeho otec Jan Šabršula starší (1892–1942) tam učil na gymnáziu a byl náčelníkem sokolské župy. Před 2. světovou válkou se otec stal ředitelem obchodní školy v tehdejším Německém Brodě; za odbojovou činnost byl nacisty zatčen a zemřel ve vyhlazovacím táboře Osvětim.
Jan Šabršula mladší maturoval na gymnáziu v Třebíči a v roce 1939 nastoupil na filozofickou fakultu Karlovy univerzity.
V říjnu 1937 vstoupil Jan Šabršula dobrovolně do armády. Od té doby, co v Německu převzal moc Adolf Hitler, měl totiž jasno v tom, co bude dělat po škole. V květnu 1938 byl v rámci mobilizace převelen do Dačic a pak Slavonic. Od března 1939 byl opět civilistou.
Dne 16. listopadu 1939, den poté, co se zúčastnil pohřbu Jana Opletala, byl zatčen. Posléze byl převezen do koncentračního tábora Sachsenhausen. Propuštěn byl před Vánocemi roku 1940. Pracoval pak bez nároku na mzdu v záložně v Havlíčkově Brodě, později ve strojnické pojišťovně v Praze. Oženil se, před koncem války se mu narodila dcera.
Po skončení druhé světové války nastoupil na FF UK na studium francouzštiny a filozofie, posléze mezi roky 1945 a 1946 studoval v Grenoblu. V roce 1947 absolvoval a nastoupil na pozici pedagoga v Praze. Učil na středních školách, zejména filozofii a francouzštinu, ale i další cizí jazyky. Po roce 1948 začal učit na Vysoké škole politických a hospodářských věd, později na katedře romanistiky Filozofické fakulty Karlovy univerzity. Nikdy nevstoupil do KSČ. Od roku 1951 pak pracoval jako asistent na Fakultě mezinárodních vztahů Vysoké školy politických a hospodářských věd. Po zrušení školy byl převeden do oddělení jazyků Právnické fakulty UK a následně do jazykového oddělení FF UK.
V roce 1960 byl jmenován docentem a roku 1964 získal titul doktora filologických věd, v roce 1966 byl jmenován řádným profesorem francouzského jazyka a románské lingvistiky. Přednášel v ČR i na zahraničních univerzitách. Na UK pracoval do roku 1984, kdy byl penzionován. I poté však dál zasedal v odborných komisích, věnoval se posudkům vědeckých prací, přednášel a publikoval. Na podzim 1989 podporoval demokratizační hnutí na fakultě. V roce 1993 přijal místo profesora francouzské a románské lingvistiky na nově založené Ostravské univerzitě. Na Katedře romanistiky Filozofické fakulty Ostravské univerzity založil časopis Studia Romanistica, jehož byl v letech 1999–2007 vedoucím redaktorem a v němž publikoval řadu svých prací.
V listopadu 2018 uspořádala při příležitosti jeho stého narození Katedra romanistiky Filozofické fakulty Ostravské konferenci Jan Šabršula et son héritage pour la linguistique romane. Příspěvky z ní byly publikovány v 19. svazku časopisu Studia Romanistica.

## Ocenění
- 2006 – medaile Za zásluhy o rozvoj Ostravské univerzity
- Řád čestné legie ('Chevalier de la Légion d’honneur', 2000) – za zásluhy ve výzkumu francouzského jazyka (této události je věnována část 2. svazku časopisu Studia Romanistica, ve kterém byly publikovány projevy pronesené při této příležitosti).[8]